# Xanthorhoe viridicinctata
Xanthorhoe viridicinctata là một loài bướm đêm trong họ Geometridae.